# Lynetta Kizer
Lynetta Kizer (ur. 4 kwietnia 1990 Fort Belvoir) – amerykańska koszykarka, posiadająca także bośniackie obywatelstwo, występująca na pozycji środkowej.
16 listopada 2018 została zawodniczką CCC Polkowice.

## Osiągnięcia

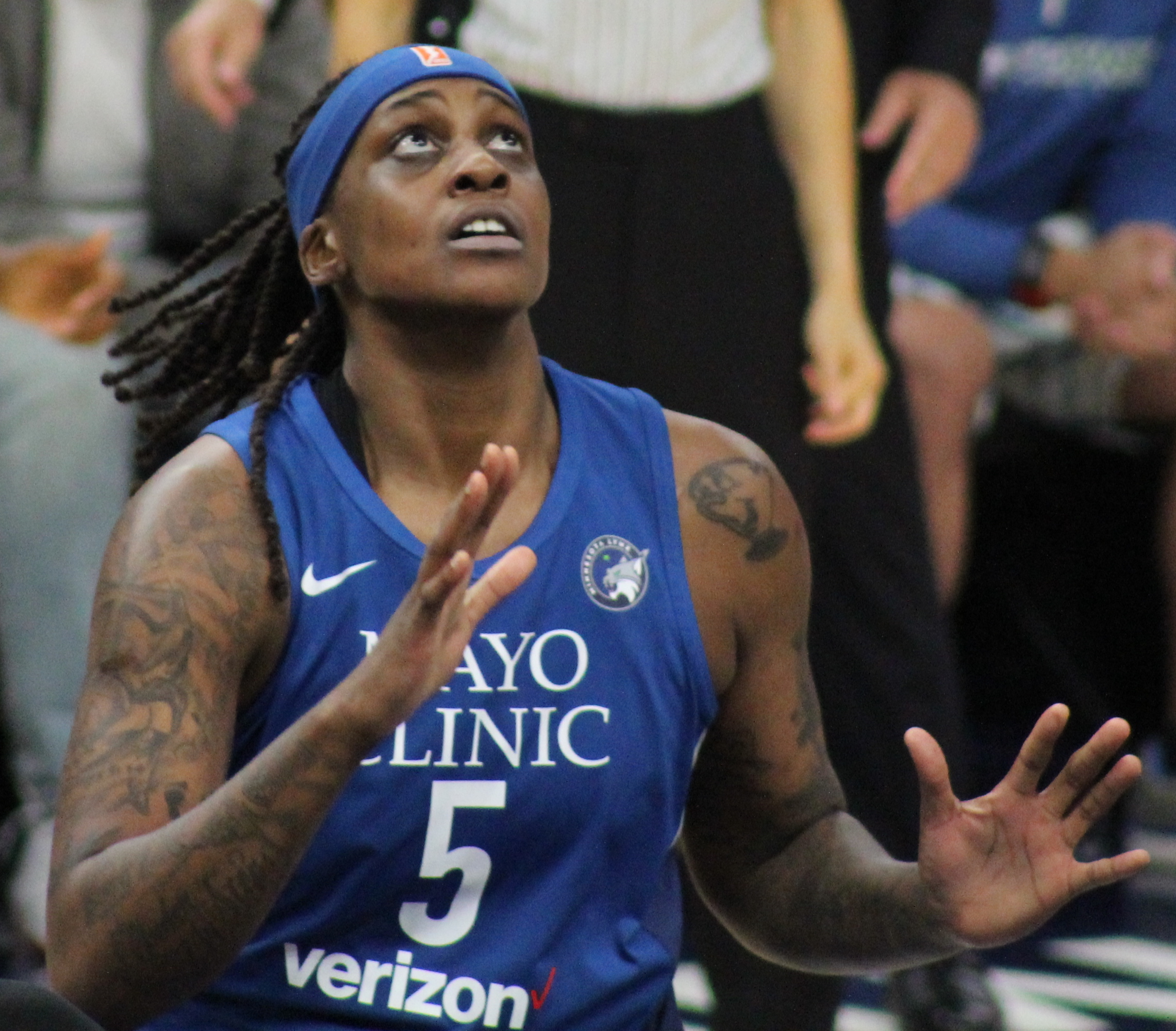
Kizer w barwach Lynx.

Stan na 27 września 2019, na podstawie, o ile nie zaznaczono inaczej.
NCAA
- Uczestniczka rozgrywek:
  - Elite 8 turnieju NCAA (2009, 2012)
  - II rundy turnieju NCAA (2009, 2011, 2012)
- Mistrzyni:
  - turnieju konferencji Atlantic Coast (ACC – 2009, 2012)
  - sezonu regularnego ACC (2009)
- Najlepsza rezerwowa ACC (2012)
- Debiutantka roku ACC (2009)
- Zaliczona do:
  - I składu turnieju ACC (2012)
  - II składu:
    - ACC (2011)
    - turnieju ACC (2010)

  - III składu ACC (2010)
  - składu honorable mention ACC (2012)
- Zawodniczka tygodnia ACC (7.02.2011)
- Debiutantka tygodnia ACC (19.01.09, 26.01.2009)

WNBA
- Wicemistrzyni WNBA (2015)

Drużynowe
- Mistrzyni:
  - Grecji (2017)
  - Polski (2019)[4]
- Zdobywczyni pucharu:
  - Grecji (2017)
  - Polski (2019)[5]
- Finalistka pucharu Turcji (2016)
- Uczestniczka rozgrywek:
  - Euroligi (2013/2014, 2015/2016)
  - Eurocup (2016/2017)

Indywidualne
(* – nagrody przyznane przez eurobasket.com)
- MVP*:
  - sezonu zasadniczego ligi greckiej (2017)[6]
  - finałów ligi greckiej (2017)[6]
- Zaliczona do*:
  - I składu:
    - ligi greckiej (2017)[6]
    - defensywnego ligi greckiej (2017)[6]

  - składu honorable mention ligi tureckiej (2015)[7]

Reprezentacja
- Mistrzyni:
  - uniwersjady (2011)
  - Ameryki U–18 (2008)
- Uczestniczka kwalifikacji do Eurobasketu (2017)